# Grewiasläktet
Grewiasläktet (Grewia) är ett växtsläkte i familjen malvaväxter med cirka 90 arter i gamla världens tropiker. Korsgrewia (G. occidentalis) odlas ibland som rumsväxt, medan falsa (G. asiatica) odlas i Indien för sina frukter, som ibland importeras till Sverige.

## Bildgalleri

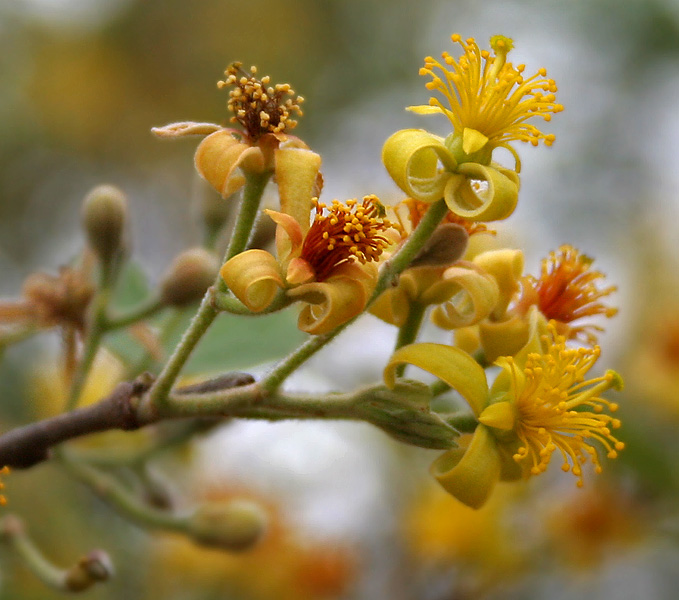
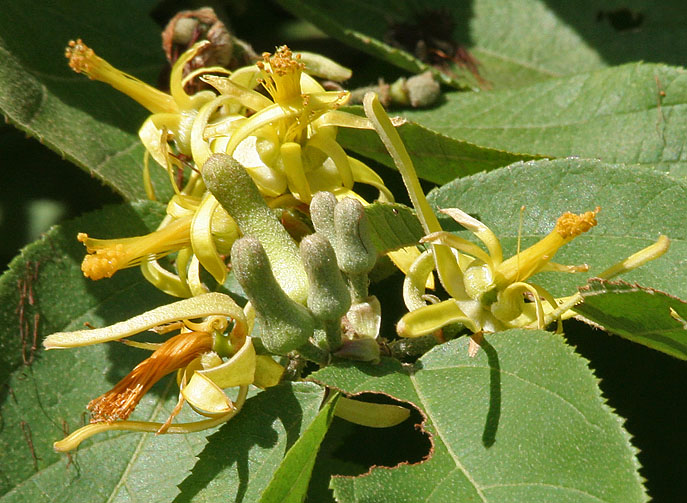
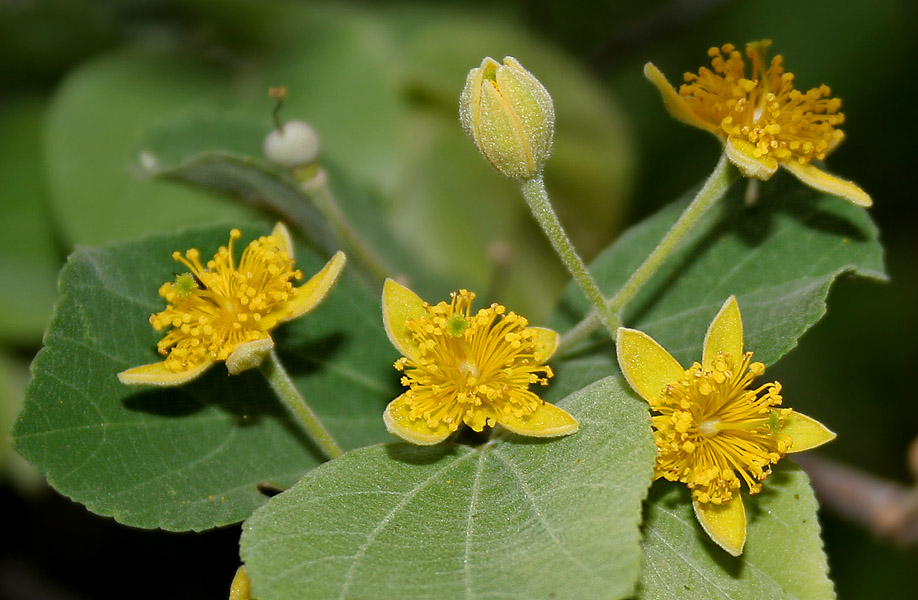
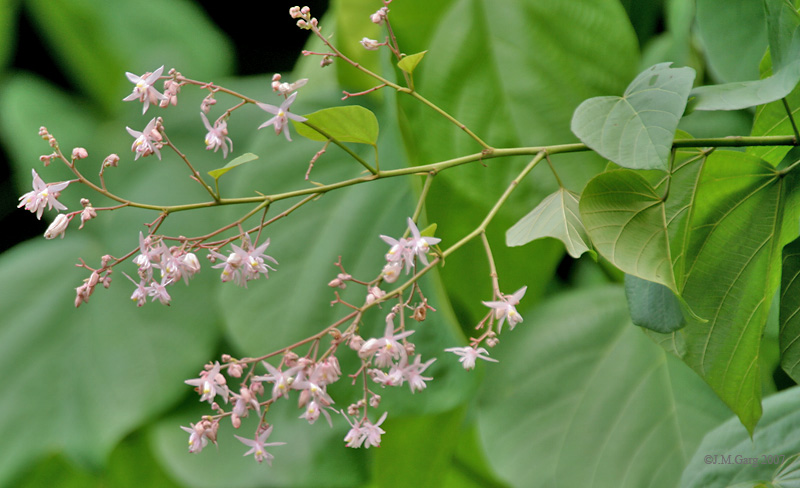

## Dottertaxa tillGrewia, i alfabetisk ordning[1]
- Grewia abutilifolia
- Grewia aldabrensis
- Grewia ambongensis
- Grewia amplifolia
- Grewia analamerensis
- Grewia andramparo
- Grewia angolensis
- Grewia angustisepala
- Grewia annamica
- Grewia antsiranensis
- Grewia apetala
- Grewia arborea
- Grewia argentea
- Grewia asiatica
- Grewia astropetala
- Grewia atrobrunnea
- Grewia australis
- Grewia avellana
- Grewia baillonii
- Grewia bakeriana
- Grewia balensis
- Grewia barteri
- Grewia benguellensis
- Grewia bicolor
- Grewia bilamellata
- Grewia biloba
- Grewia bilocularis
- Grewia boehmiana
- Grewia bojeri
- Grewia botryantha
- Grewia brachypoda
- Grewia bracteata
- Grewia brassii
- Grewia breviflora
- Grewia brideliifolia
- Grewia bulot
- Grewia burttii
- Grewia caffra
- Grewia calvata
- Grewia capitellata
- Grewia carpinifolia
- Grewia carrissoi
- Grewia celtidifolia
- Grewia cerocarpa
- Grewia chalybaea
- Grewia chuniana
- Grewia cissoides
- Grewia cloiselii
- Grewia comorensis
- Grewia concolor
- Grewia conferta
- Grewia crenata
- Grewia cuneifolia
- Grewia cuspidatoserrata
- Grewia cyclea
- Grewia cyclopetala
- Grewia damine
- Grewia decemovulata
- Grewia densa
- Grewia denticulata
- Grewia diversipes
- Grewia douliotii
- Grewia eberhardtii
- Grewia elyseoi
- Grewia eriocarpa
- Grewia erythraea
- Grewia erythroxyloides
- Grewia evrardii
- Grewia excelsa
- Grewia falcata
- Grewia falcistipula
- Grewia ferruginea
- Grewia filipes
- Grewia flava
- Grewia flavescens
- Grewia flavicans
- Grewia forbesii
- Grewia gamblei
- Grewia geayi
- Grewia gillettii
- Grewia glandulosa
- Grewia glyphaeoides
- Grewia goetzeana
- Grewia gonioclinia
- Grewia gracillima
- Grewia grandidieri
- Grewia grandiflora
- Grewia graniticola
- Grewia grevei
- Grewia helicterifolia
- Grewia henryi
- Grewia herbacea
- Grewia heterotricha
- Grewia hexamita
- Grewia hierniana
- Grewia hirsuta
- Grewia hispida
- Grewia holstii
- Grewia holtzii
- Grewia hornbyi
- Grewia huluperakensis
- Grewia humbertii
- Grewia humblotii
- Grewia humilis
- Grewia inaequilatera
- Grewia indandamanica
- Grewia insularis
- Grewia isochroa
- Grewia kakothamnos
- Grewia katangensis
- Grewia kjellbergii
- Grewia kothayarensis
- Grewia kwangtungensis
- Grewia lacei
- Grewia lanceifolia
- Grewia langsonensis
- Grewia lapiazicola
- Grewia lasiocarpa
- Grewia lasiodiscus
- Grewia latiglandulosa
- Grewia lavanalensis
- Grewia lepidopetala
- Grewia leptopus
- Grewia leucophylla
- Grewia lilacina
- Grewia limae
- Grewia louisii
- Grewia lutea
- Grewia luteiflora
- Grewia macropetala
- Grewia macrophylla
- Grewia madagascariensis
- Grewia mansouriana
- Grewia megalocarpa
- Grewia meizophylla
- Grewia meridionalis
- Grewia micrantha
- Grewia microcarpa
- Grewia microcyclea
- Grewia microstemma
- Grewia milleri
- Grewia mollis
- Grewia monantha
- Grewia monticola
- Grewia morotaiensis
- Grewia mossamedensis
- Grewia multiflora
- Grewia myriantha
- Grewia nematopus
- Grewia newtonii
- Grewia occidentalis
- Grewia ogadenensis
- Grewia oligandra
- Grewia oncopetala
- Grewia oppositifolia
- Grewia optiva
- Grewia orbiculata
- Grewia orbifolia
- Grewia orientalis
- Grewia ossea
- Grewia oxyphylla
- Grewia pachycalyx
- Grewia palawanensis
- Grewia palodensis
- Grewia pamanziana
- Grewia pandaica
- Grewia pannosisepala
- Grewia papuana
- Grewia peekelii
- Grewia penicillata
- Grewia permagna
- Grewia perrieri
- Grewia pervillei
- Grewia picta
- Grewia piscatorum
- Grewia plagiophylla
- Grewia pondoensis
- Grewia populoides
- Grewia praecox
- Grewia pubescens
- Grewia pulverulenta
- Grewia radula
- Grewia retinervis
- Grewia retusifolia
- Grewia rhamnifolia
- Grewia rhombifolia
- Grewia rhomboides
- Grewia ribesioides
- Grewia rizalensis
- Grewia robusta
- Grewia rogersii
- Grewia rolfei
- Grewia rugosifolia
- Grewia sahafariensis
- Grewia saligna
- Grewia salutaris
- Grewia sambiranensis
- Grewia sapida
- Grewia scabrella
- Grewia schinzii
- Grewia schmitzii
- Grewia schweinfurthii
- Grewia sclerophylla
- Grewia sely
- Grewia serrata
- Grewia serrulata
- Grewia sessiliflora
- Grewia setacea
- Grewia similiopsis
- Grewia similis
- Grewia stenophylla
- Grewia stolzii
- Grewia stuhlmannii
- Grewia suarezensis
- Grewia subaequalis
- Grewia subcordata
- Grewia subspathulata
- Grewia suffruticosa
- Grewia sulcata
- Grewia tahitensis
- Grewia tannifera
- Grewia tembensis
- Grewia tenax
- Grewia thikaensis
- Grewia thouvenotii
- Grewia tiliifolia
- Grewia tomentosa
- Grewia trichocarpa
- Grewia triflora
- Grewia trinervia
- Grewia tristis
- Grewia truncata
- Grewia tsiandrensis
- Grewia tulearensis
- Grewia turbinata
- Grewia umbellifera
- Grewia urenifolia
- Grewia velutina
- Grewia welwitschii
- Grewia vernicosa
- Grewia viguieri
- Grewia villosa
- Grewia winitii
- Grewia vitiensis
- Grewia voloina
- Grewia xanthopetala
- Grewia yinkiangensis